# Köpölyözés

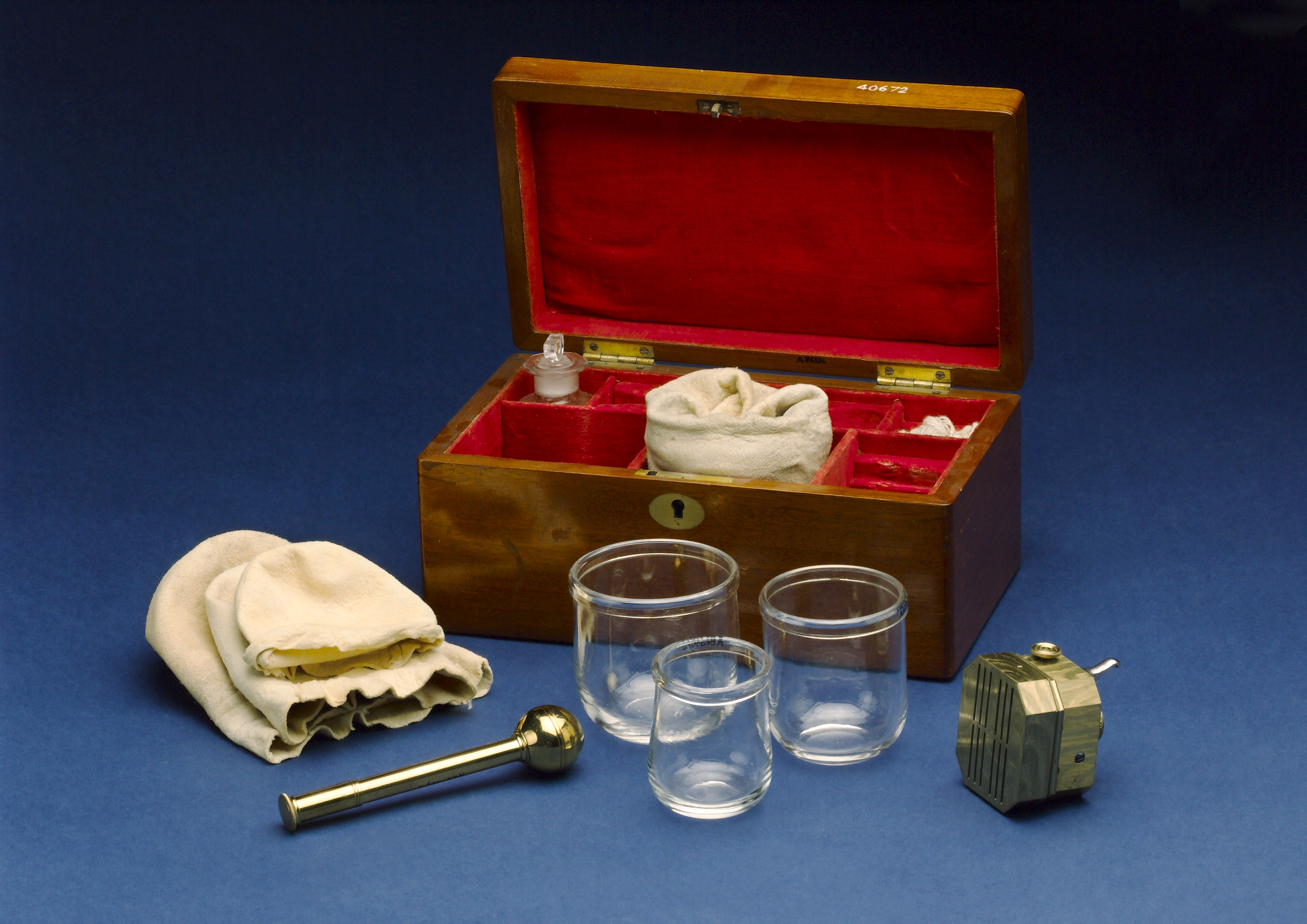
Köpölyözéshez és érvágáshoz használt készlet, 1860-as évek

A köpölyözés egy olyan alternatív gyógyászati módszer, melynek során felmelegített poharak használatával, vákuum segítségével gyakorolnak szívóhatást a bőr felületén. Leggyakrabban Ázsiában használják, de Kelet-Európában, a Közel-Keleten és Latin-Amerikában is elterjedt. A köpölyözést áltudománynak tartják, alkalmazását pedig kuruzslásnak.
A köpölyözést végzők a terápiát általában széles körben használják különféle egészségügyi problémákra: láz, krónikus hátfájás, étvágytalanság, emésztési zavarok, magas vérnyomás, akné, ekcéma, kiütések, vérszegénység, stroke-ból felépülés, orrdugulás, terméketlenség, és menstruációs görcsök esetében is.
Annak ellenére, hogy a páciensek számos esetben arról számolnak be, hogy jobban lettek a terápia hatására, jelenleg nincs arra semmilyen bizonyíték, hogy bármilyen haszna lenne.

## Története
Nem tisztázott, pontosan honnan is ered a köpölyözés. Az iráni hagyományos orvoslás már alkalmazta a nedves köpölyözést, mert úgy vélték, alkalmazásával a sebek hegek nélkül gyógyulnak, és megtisztítja a belső szerveket is.
Az ókori Görögországban Hippokratész belgyógyászati céllal javasolta alkalmazni. Mivel Mohamed próféta is előszeretettel alkalmazta, ezért az iszlám világban is elterjedt. Kínában az első írásos bizonyíték a 2. századból származik, akkor Ko Hung alkalmazta. Maimonidész könyvében is szerepel, ezért a kelet-európai zsidóság is széles körben kezdte el használni. Kínában az 1950-es évek óta a hagyományos kínai orvoslás részeként használják.

## Alkalmazása
Gyakorlói szerint a köpölyözés arra alkalmas, hogy "méreganyagokat" távolítson el a szervezetből, javítsa a vérkeringést, illetve az akupunktúrás pontokon használva energetizáljon.
Hagyományosan csészékkel vagy üvegpoharakkal végzik, de léteznek modernebb eszközök, például gumiból is. Habár a módszertan változó lehet, közös alap, hogy a páciens testére helyezett pohárral szívni kezdik annak bőrét, mégpedig azáltal, hogy a pohár belsejében vákuumot keltenek - vagy a benne lévő levegő melegítésével és lehűtésével, vagy mechanikus úton. A poharak általában 5-15 percig maradnak a helyükön.
Többféleképpen csoportosítható a köpölyözés. Az első csoportosítás a technika szerint történik: száraz, nedves, masszázs vagy gyors. A másodiknál a szívóerő a lényeges: könnyed, közepes vagy erős. A harmadik csoportosítási aszerint történhet, hogy mivel érik el a szívóhatást: tűzzel, manuálisan vagy elektromossággal. Végül a negyedik csoport a felhasznált anyagok szerint állítható fel: gyógynövényes, vizes, ózonos, moxás, tűs, és mágneses.
A száraz köpölyözés során egy felmelegített poharat helyeznek a páciensre. Ahogy lehűl a benne lévő levegő, úgy keletkezik egy vákuumhatás, amely beszívja magába a bőrfelületet. A tüzes köpölyözés előtt először egy alkoholba áztatott gyapjúlabdacsot fognak meg csipesszel, majd ezt meggyújtják, és egyetlen hirtelen mozdulattal előbb a pohár alá helyezik, majd villámgyorsan ki is veszik. A tűz felmelegíti a levegőt a pohárban, amely amikor lehűl, ugyancsak vákuumhatást kelt. Adott esetben masszázsolajat is használnak, hogy a pohár könnyebben csússzon a bőrfelületen. Ez a módszer nem veszélytelen, mert azon túl, hogy maradandó nyomokat hagyhat a bőrön, égési sérülések veszélyével jár együtt.
A nedves köpölyözés, arab nevén hidzsama (جامة) lényege, hogy előtte megvágják a bőrfelületet, és a vákuum hatásával vért szívnak ki belőle. E tekintetben a módszer az érvágás egy sajátos változatának tekinthető. Használata megjelenik az iszlám hadíszban is, mely szerint maga Mohamed próféta is használta, és éppen ezért széles körben elterjedt, és még a mai napig is alkalmazzák. Alkalmazzák még Finnországban is, jellemzően szaunázás után, ahol is tehénszarvból készült eszközt használnak pohár helyett, melyből manuálisan lehet elszívni a levegőt.
A hagyományos kínai orvoslásban a vér- és nyirokkeringés beindítására használták, a csí mozgásba hozatalára, hogy ezáltal elkerülhessék a légúti betegségeket. Használták még a nyakon, háton, vállakon, illetve a vázizmokon.

## Tudományos értékelés
Az American Cancer Society állásfoglalása szerint nem támasztják alá elérhető tudományos bizonyítékok a köpölyözés hatásosságát, maga a kezelés pedig égési sérülések kockázatával jár együtt. Ez azért is van, mert jobbára gyenge megbízhatóságú esettanulmányok állnak csak rendelkezésre, amellett gyakran végzik együtt akupunktúrával, így az esetlegesen elért pozitív eredményeket nem lehet kizárólag a javára írni.
Áltudományos voltának megfelelően hamis az az állítás, hogy a köpölyözés alkalmas arra, hogy méreganyagokat távolítson el a szervezetből, ahogy a vérkeringést sem javítja. Placebohatáson kívül így másról nem beszélhetünk.

## Biztonság
A köpölyözés nem veszélytelen dolog, főként magas vérnyomással vagy szívbetegséggel küzdő emberek esetében. Alkalmazása bőrelszíneződéssel, sebekkel, véraláfutásokkal járhat együtt, különleges esetekben bőrbetegséggel. A köpölyözés felsértheti a hajszálereket a bőrben.

## Forráshivatkozások
1. ↑  https://doi.org/10.1016%2Fj.jaad.2017.06.159
2. ↑  Acupuncture Odds and Ends | Science-Based Medicine (amerikai angol nyelven). sciencebasedmedicine.org, 2014. december 26. (Hozzáférés: 2024. április 17.)
3. ↑  Hall, Harriet. „Quackery and Mumbo-Jumbo in the U.S. Military”, Slate, 2012. augusztus 21. (Hozzáférés: 2024. április 17.) (amerikai angol nyelvű)
4. ↑  Nimrouzi, Majid, Amir-Mohammad (2014. április 1.). „Hijamat in Traditional Persian Medicine: Risks and Benefits” (angol nyelven). Journal of Evidence-Based Complementary & Alternative Medicine 19 (2), 128–136. o. DOI:10.1177/2156587214524578. ISSN 2156-5872.
5. ↑  Cupping. www.itmonline.org. (Hozzáférés: 2024. április 17.)
6. ↑  http://www.tabletmag.com/scroll/210759/everything-you-ever-wanted-to-know-about-cupping-and-some-stuff-you-probably-didnt
7. ↑  Ansorge, Rick: What Is Cupping Therapy? Uses, Benefits, Side Effects, and More (angol nyelven). WebMD. (Hozzáférés: 2024. április 17.)
8. ↑  Sagi, A., C. (1988. augusztus 1.). „Burn hazard from cupping—an ancient universal medication still in practice”. Burns 14 (4), 323–325. o. DOI:10.1016/0305-4179(88)90075-7. ISSN 0305-4179.
9. ↑  Burns, Monique: Finland’s Magnificent Obsession (amerikai angol nyelven). Travel Squire, 2012. január 30. (Hozzáférés: 2024. április 17.)
10. ↑  American Cancer Society complete guide to complementary & alternative cancer therapies. Internet Archive.  2009.  ISBN 978-0-944235-71-3 Hozzáférés: 2024. április 17.
11. ↑  Lilly, Evelyn (2012. április 1.). „Dermatoses secondary to Asian cultural practices” (angol nyelven). International Journal of Dermatology 51 (4), 372–382. o. DOI:10.1111/j.1365-4632.2011.05170.x. ISSN 0011-9059.
12. ↑  Fashionably toxic | Science-Based Medicine (amerikai angol nyelven). sciencebasedmedicine.org, 2011. május 23. (Hozzáférés: 2024. április 17.)
13. ↑  Salzberg, Steven: The Ridiculous And Possibly Harmful Practice Of Cupping (angol nyelven). Forbes. (Hozzáférés: 2024. április 17.)
14. ↑  Hamblin, James: Please, Michael Phelps, Stop Cupping (angol nyelven). The Atlantic, 2016. augusztus 9. (Hozzáférés: 2024. április 17.)
15. ↑  Therapy or Injury? Your Tax Dollars at Work. | Science-Based Medicine (amerikai angol nyelven). sciencebasedmedicine.org, 2012. július 31. (Hozzáférés: 2024. április 17.)
16. ↑  Cupping and coining: I did it long before Phelps (angol nyelven). AP News, 2016. augusztus 10. (Hozzáférés: 2024. április 17.)
17. ↑  Cupping (angol nyelven). NCCIH. (Hozzáférés: 2024. április 17.)